# Listeria innocua
Listeria innocua  è una specie di batterio appartenente alla famiglia delle Listeriaceae.